# Himalia (nimfa)
Himalia (en grec antic Ἱμαλία), la Molinera, és una nimfa de Rodes, que va ser fecundada per Zeus quan aquest va prendre la forma de pluja, després de la victòria contra els Titans.
Himàlia li va donar tres fills, els noms dels quals evoquen tres aspectes del cultiu del blat: Esparteu (el sembrador), Croni (l'assaonador) i Citos (potser el forner, ja que literalment el nom vol dir "forat", però potser vol dir el que emmagatzema el gra a la sitja). Durant el diluvi que va cobrir l'illa de Rodes, els fills d'Himàlia i Zeus es van refugiar a la part més alta de l'illa i es van salvar.